# La VolatA
La VolatA è una pista da sci situata nell'area sciistica Passo San Pellegrino-Falcade (parte del comprensorio Trevalli), sul confine tra le province di Belluno e Trento.

## Storia
Il nome "la VolatA" contiene le iniziali di Alberto Vendruscolo (1922-2013), storico imprenditore edile e pioniere degli impianti di risalita, che nel 1967 prese in gestione la baita Bucaneve e la trasformò nel resort Cima Uomo, rivoluzionando l'intera area sciistica del Passo San Pellegrino, potenziata poi nel 1982 con la realizzazione della funivia Col Margherita.
Alla fine degli anni 1980, grazie a Livio Sommariva (presidente della Funivia Col Margherita spa) viene creato il primo tratto ripido della pista nera n. 41 del Col Margherita.
Nel 2011 viene redatto il progetto definitivo per riempire i vuoti di roccia.
Inaugurata il 26-27 novembre 2016, ottenendo poi l'omologazione della FIS per le gare internazionali di sci alpino.

## Caratteristiche

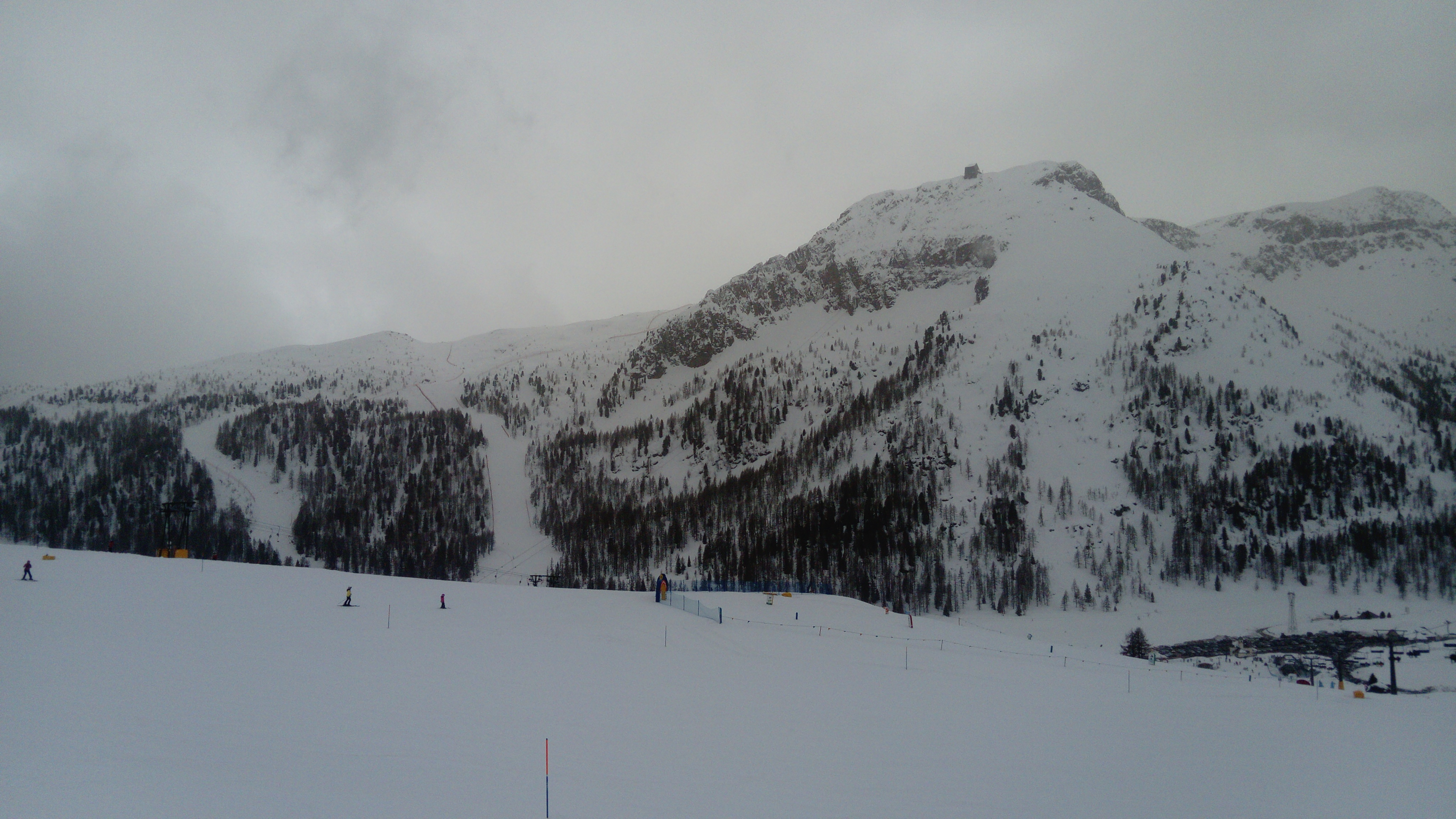
Il Col Margherita

La stazione di partenza a monte de La VolatA si trova in territorio veneto a 2.513 metri di altitudine nei pressi della cima del Col Margherita e termina in territorio trentino a 1.874 metri di altitudine.
Le località della pista La VolatA sono le seguenti: muro Alberto (all'inizio del quale la discesa piega dolcemente a sinistra), Plan del Fabion, muro Manfroi (dove la discesa piega bruscamente a sinistra), la piana altopiano (dove la pista svolta inizialmente a destra e alla fine a sinistra), i muri del Poeta (dove la pendenza più ripida è del 47%) e l'arrivo al dosso del Camoscio, al termine del quale la pendenza diventa quasi pianeggiante.

## Competizioni
Le prime due gare di discesa libera si svolsero il 21 dicembre 2021, entrambe vinte da Juliana Suter, nell'ambito della Coppa Europa di sci alpino 2018.
Sulla pista si sono disputati i Campionati mondiali juniores di sci alpino 2019, congiuntamente alla pista Alloch di Pozza di Fassa. Inoltre, sono organizzate regolarmente le gare di Coppa Europa di sci alpino.
La pista ha ospitato tra il 24 e 28 febbraio 2021 tre gare femminili della Coppa del mondo di sci alpino 2021, spostate lì dalle piste olimpiche di Yanqing, in Cina, a causa della pandemia di Covid-19. Le due discese libere furono vinte da Lara Gut-Behrami, mentre il supergigante vide il trionfo di Federica Brignone.
Il 24-25 febbraio 2024 avrebbe dovuto ospitare due gare di supergigante femminile della Coppa del Mondo di sci alpino 2024, ma vennero annullate per eccesso di neve e maltempo.

### Risultati

#### Donne
| Data             | Evento          | Specialità | Prima               | Seconda            | Terza                      |
| ---------------- | --------------- | ---------- | ------------------- | ------------------ | -------------------------- |
| 21 dicembre 2017 | Coppa Europa    | DH         | Juliana Suter       | Christina Ager     | Anna Hofer                 |
| 21 dicembre 2017 | Coppa Europa    | DH         | Juliana Suter       | Anna Hofer         | Noémie Kolly               |
| 17 gennaio 2019  | Coppa Europa    | DH         | Elisabeth Reisinger | Nadia Delago       | Juliana Suter              |
| 18 gennaio 2019  | Coppa Europa    | DH         | Nadia Delago        | Juliana Suter      | Elisabeth Reisinger        |
| 20 dicembre 2019 | Coppa Europa    | DH         | annullata           | annullata          | annullata                  |
| 26 febbraio 2021 | Coppa del mondo | DH         | Lara Gut-Behrami    | Ramona Siebenhofer | Corinne Suter              |
| 27 febbraio 2021 | Coppa del mondo | DH         | Lara Gut-Behrami    | Corinne Suter      | Kira Weidle                |
| 28 febbraio 2021 | Coppa del mondo | SG         | Federica Brignone   | Lara Gut-Behrami   | Corinne Suter              |
| 2 marzo 2021     | Coppa Europa    | SG         | Jasmina Suter       | Julija Pleškova    | Stephanie Jenal            |
| 3 marzo 2021     | Coppa Europa    | SG         | Julija Pleškova     | Karoline Pichler   | Sabrina Maier              |
| 19 dicembre 2021 | Coppa Europa    | DH         | Emily Schöpf        | Juliana Suter      | Katrin Hirtl-Stanggaßinger |
| 21 dicembre 2021 | Coppa Europa    | DH         | Juliana Suter       | Christina Ager     | Janine Schmitt             |
| 20 dicembre 2023 | Coppa Europa    | DH         | Lisa Grill          | Emily Schöpf       | Nicol Delago               |
| 21 dicembre 2023 | Coppa Europa    | DH         | Lisa Grill          | Emily Schöpf       | Sara Thaler                |
| 22 dicembre 2023 | Coppa Europa    | SG         | annullata           | annullata          | annullata                  |
| 25 febbraio 2024 | Coppa del mondo | SG         | annullata           | annullata          | annullata                  |
| 26 febbraio 2024 | Coppa del mondo | SG         | annullata           | annullata          | annullata                  |
| 7 marzo 2026     | Coppa del mondo | DH         |                     |                    |                            |
| 8 marzo 2026     | Coppa del mondo | SG         |                     |                    |                            |